# Confine tra Lituania e Polonia
Il confine tra la Lituania e la Polonia, noto anche come corridoio di Suwałki,  ha una lunghezza di 104 km e coincide con quello definito al termine della seconda guerra mondiale fra Polonia e Repubblica Socialista Sovietica Lituana (Unione Sovietica).

## Storia
In epoca medievale, il Regno di Polonia e il Granducato di Lituania condividevano un altro confine. Dopo l'Unione di Lublino del 1569 non vi era un confine polacco-lituano, in quanto entrambi i paesi erano parte di un unico ente federato, la Confederazione polacco-lituana. Durante l'epoca delle spartizioni della Polonia vennero creati confini tra la Polonia del Congresso (voivodato di Augustów) e le terre lituane dell'Impero russo (Governatorato di Kovno e Governatorato di Vilna). Nel periodo 1918-1939 esisteva un confine diverso tra la Seconda Repubblica polacca e la Lituania. Dopo il conflitto di confine polacco-lituano, dal 1922 in poi tale confine aveva una lunghezza di 521 km e non variò fino alla seconda guerra mondiale.
L'attuale demarcazione esiste dal ripristino dell'indipendenza della Lituania l'11 marzo 1990. Fino ad allora lo stesso confine era tra la Polonia e la RSS Lituana dell'Unione Sovietica. Il 5 marzo 1996 Lituania e Polonia hanno firmato un trattato sul confine comune, confermandone lo status e la demarcazione, nonché concordando la cooperazione tecnica.
Il 1º maggio 2004 Polonia e Lituania hanno aderito all'Unione europea, per cui questo confine è diventato un confine interno della medesima comunità sovranazionale. Lituania e Polonia sono entrate nello spazio Schengen nel dicembre 2007, abolendo tutti i controlli su passaporti e merci che transitano sul confine comune.

## Caratteristiche

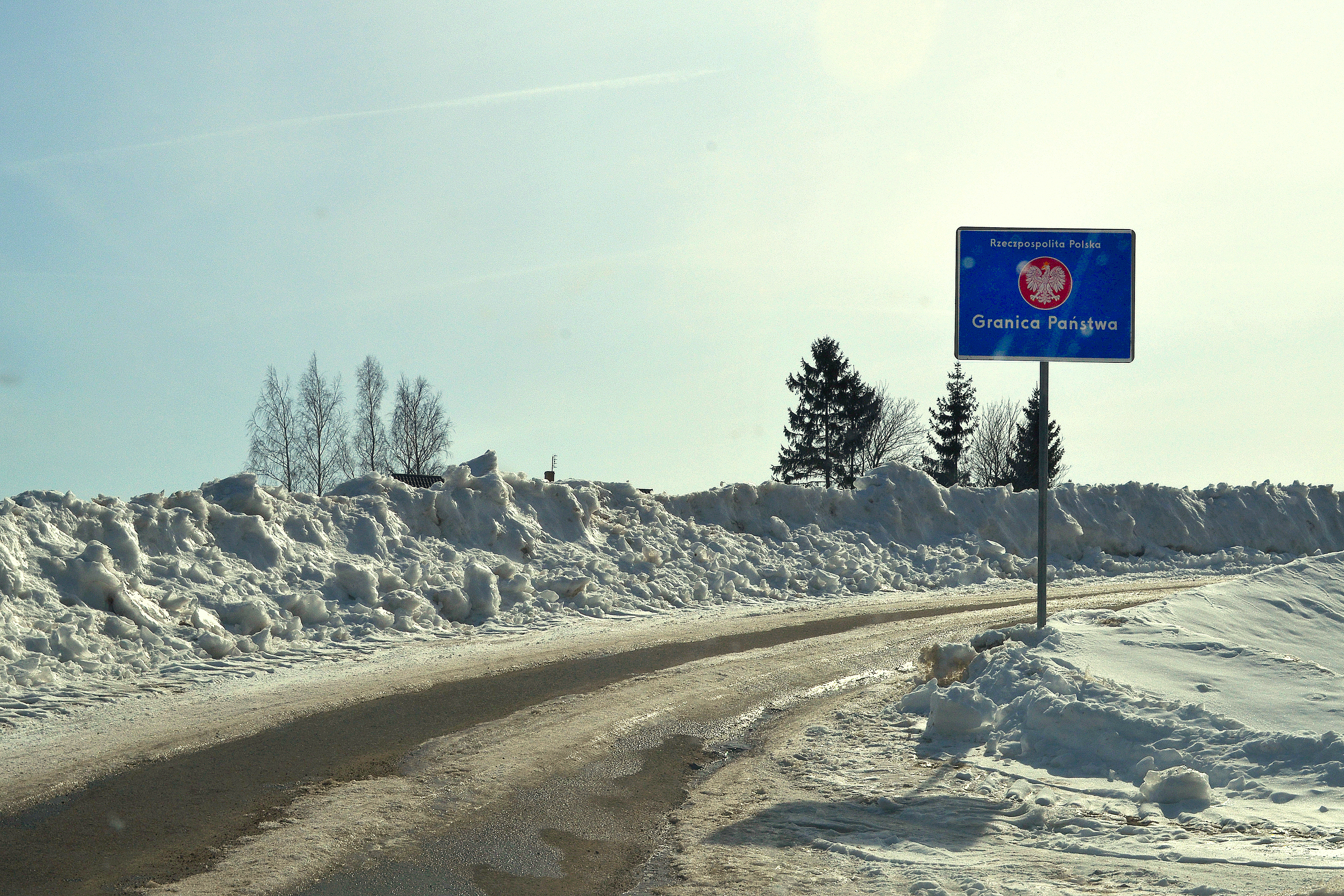
Cartello stradale, visto dalla Lituania, che indica l’ingresso nello Stato polacco (Granica państwa vuol dire "confine di Stato")

Il confine riguarda la parte nord-est della Polonia e la parte sud-ovest della Lituania. Ha un andamento generale da nord-ovest verso sud-est.
Inizia alla triplice frontiera tra Lituania, Polonia e Russia (exclave dell'oblast' di Kaliningrad) e termina alla triplice frontiera tra Bielorussia, Lituania e Polonia.

## Regioni interessate
I voivodati della Polonia e le contee della Lituania interessati sono:
- Polonia
  -  Voivodato della Podlachia
  -  Voivodato della Varmia-Masuria[4]
- Lituania
  -  Contea di Alytus
  -  Contea di Marijampolė

## Importanza militare

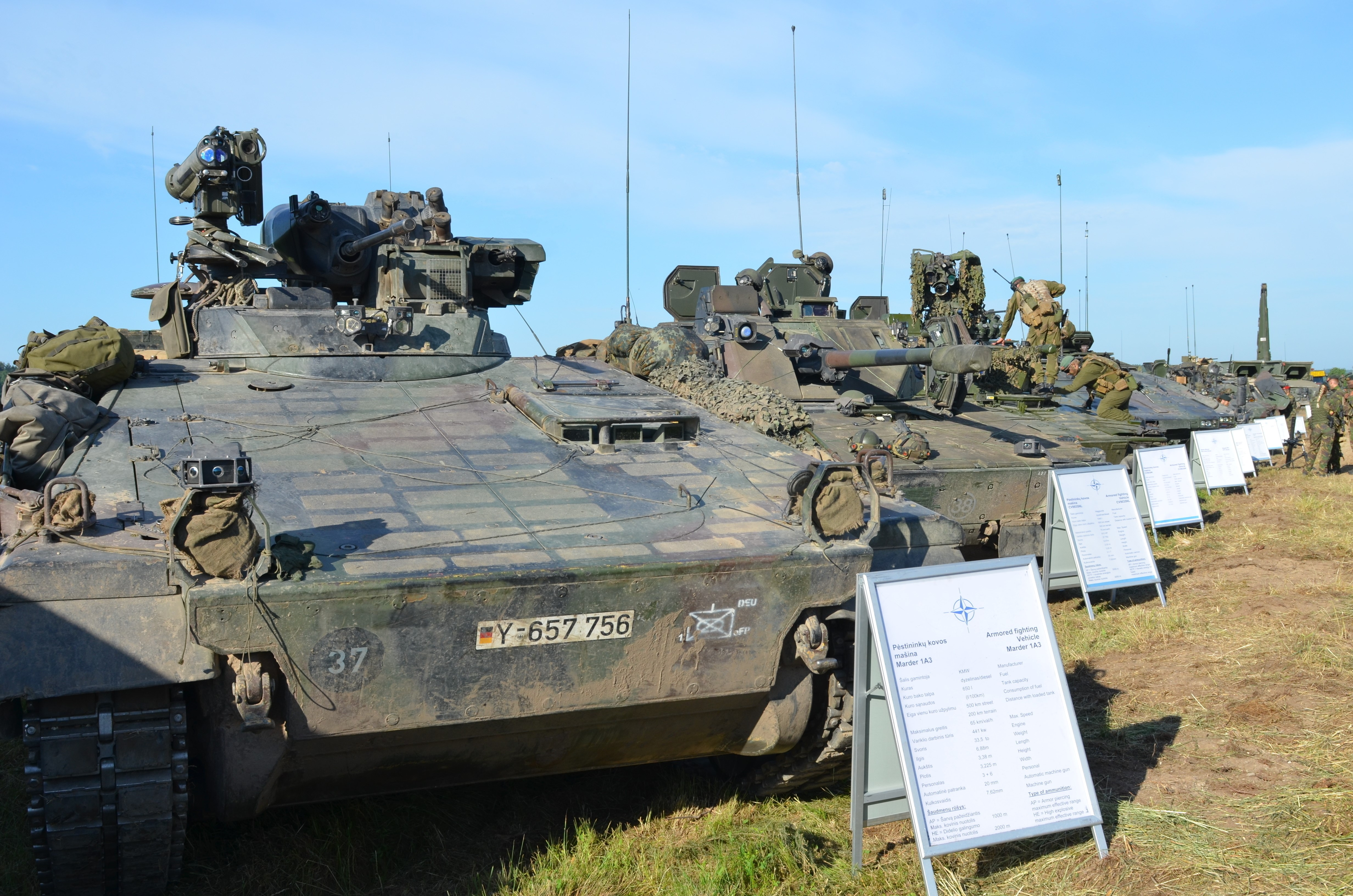
Esposizione di mezzi militari della NATO nel 2017 prima dell'esercitazione "Iron Wolf"

Per i pianificatori militari della NATO, l'area del confine tra Lituania e Polonia è conosciuta come corridoio di Suwałki (dal nome della vicina città di Suwałki), così chiamato perché collega gli Stati baltici, tutti membri della NATO, alla Polonia e al resto della NATO. Si tratta di un territorio piatto, senza ostacoli naturali e pertanto difficile da difendere in caso di attacco militare, stretto tra la Bielorussia e l'exclave russa di Kaliningrad.
Nel luglio 2016, due anni dopo l'annessione della Crimea da parte della Federazione Russa e l'inizio della guerra del Donbass, gli Stati membri della NATO hanno concordato al vertice di Varsavia del 2016 di mantenervi una presenza militare di una certa consistenza. L'esercitazione "Iron Wolf" della NATO del 2017 venne per la prima volta incentrata sulla difesa del varco di Suwałki da un possibile attacco russo. Sempre nel 2017, Russia e Bielorussia hanno compiuto le esercitazioni di "Zapad 2017" nelle vicinanze.